# Fields Peak
Fields Peak är en bergstopp i Antarktis. Den ligger i Västantarktis. Inget land gör anspråk på området. Toppen på Fields Peak är 1 679 meter över havet.
Terrängen runt Fields Peak är varierad, och sluttar norrut. Trakten är obefolkad. Det finns inga samhällen i närheten.